# Remo nos Jogos Pan-Americanos de 2011 - Dois sem feminino
A competição do dois sem feminino foi um dos eventos do remo nos Jogos Pan-Americanos de 2011. Foi disputada na Pista de Remo e Canoagem, em Ciudad Guzmán, nos dias 15 e 17 de outubro.

## Calendário
Horário local (UTC-6).
| Data          | Horário | Fase          |
| ------------- | ------- | ------------- |
| 15 de outubro | 09:40   | Eliminatórias |
| 17 de outubro | 09:08   | Final A       |

## Medalhistas
| Ouro   | ARG María Abalo e María Best        |
| Prata  | USA Monica George e Megan Smith     |
| Bronze | CAN Sarah Bonikowsky e Sandra Kisil |

## Resultados

### Eliminatórias
| Pos. | Remadoras                         | País               | Tempo   | Obs. |
| ---- | --------------------------------- | ------------------ | ------- | ---- |
| 1    | Monica George e Megan Smith       | USA Estados Unidos | 7:31.72 | FA   |
| 2    | María Abalo e María Best          | ARG Argentina      | 7:36.22 | FA   |
| 3    | Sarah Bonikowsky e Sandra Kisil   | CAN Canadá         | 7:41.77 | FA   |
| 4    | Yurileydis Vinet e Yeney Ochoa    | CUB Cuba           | 8:07.07 | FA   |
| 5    | Kinich Medina e Montserrat García | MEX México         | 8:16.03 | FA   |

### Final A
| Pos.              | Remadoras                         | País               | Tempo   | Obs. |
| ----------------- | --------------------------------- | ------------------ | ------- | ---- |
| Medalha de ouro   | María Abalo e María Best          | ARG Argentina      | 7:24.57 |      |
| Medalha de prata  | Monica George e Megan Smith       | USA Estados Unidos | 7:29.05 |      |
| Medalha de bronze | Sarah Bonikowsky e Sandra Kisil   | CAN Canadá         | 7:32.74 |      |
| 4                 | Kinich Medina e Montserrat García | MEX México         | 7:47.95 |      |
| 5                 | Yurileydis Vinet e Yeney Ochoa    | CUB Cuba           | 8:05.61 |      |

### Remo
| S | Classificado(a) para as semifinais |    |                        | FA | Final A (disputa de medalhas) |  |  | FD | Final D (sem medalhas) |
| Q | Classificado(a) para as quartas    | FB | Final B (sem medalhas) | FE | Final E (sem medalhas)        |  |  |    |                        |
| R | Classificado(a) para a repescagem  | FC | Final C (sem medalhas) | FF | Final F (sem medalhas)        |  |  |    |                        |